# 清河专区
清河专区，中共政权在今山东省北部设置的专区。
1944年1月，冀鲁边区和清河区组成渤海行政区，共有六个专区。1945年9月，一、三专署合并为一专署，五、六专署合并为三专署。1949年6月，三专署更名为清河专署。清河专区由此建立。下辖羊口市及桓台、长山、博兴、高青、章历、寿光、广饶、齐东、临淄、益寿、邹平等县。专员公署驻桓台县。
中华人民共和国成立后，1950年撤销清河专区，辖县分别划归昌潍、淄博、惠民三专区。